# Temmiga
Temmiga est une localité située dans le département de Kaya de la province du Sanmatenga dans la région Centre-Nord au Burkina Faso.

## Éducation et santé
Les centres de soins les plus proches de Temmiga sont les centres de santé et de promotion sociale (CSPS) de Kaya ainsi que son centre hospitalier régional (CHR).